# Steve Hayes
Steven Leonard "Steve" Hayes (American Falls, Idaho, 2 de agosto de 1955) es un exjugador y exentrenador de baloncesto estadounidense que disputó cinco temporadas en la NBA, además de hacerlo en la CBA, la liga italiana y la liga francesa. Con 2,13 metros de estatura, juega en la posición de pívot.

## Trayectoria deportiva

### Universidad
Jugó durante cuatro temporadas con los Bengals de la Universidad Estatal de Idaho, en las que promedió 17,6 puntos y 10,4 rebotes por partido. En sus tres últimas temporadas fue incluido en el mejor quinteto de la Big Sky Conference.

### Profesional
Fue elegido en la septuagésimo sexta posición del Draft de la NBA de 1977 por New York Knicks, pero el equipo tenía ya doce contratos garantizados, y el puesto de pívot estaba suficientemente cubierto, por lo que se marchó a jugar a Bolonia, a la liga italiana, donde disputó dos temporadas en las que promedió 19,3 puntos y 8,6 rebotes por partido.
Regresó en 1979 a su país, donde probó con los Portland Trail Blazers y los Chicago Bulls, sin llegar a debutar en ninguno de ellos. Acabó fichando por los Anchorage Northern Knights de la CBA, donde logró el título de campeón.
La temporada siguiente volvió a la liga italiana para jugar con la Ginnastica Goriziana, donde jugó un año en el que promedió 18,1 puntos y 10,7 rebotes por partido. De vuelta en Alaska, con la temporada 1981-82 de la NBA ya comenzada fue reclamado por los San Antonio Spurs, quienes le encadenaron dos contratos consecutivos por diez días. Jugó 9 partidos en los que promedió 2,6 puntos y 1,9 rebotes. Semanas después ficharía por los Detroit Pistons, donde acabó la temporada.
Al término de la misma fue traspasado a Cleveland Cavaliers a cambio de una futura segunda ronda del draft (que acabaría siendo Dennis Rodman), encadenando desde ese momento cuatro temporadas en la NBA con 4 diferentes equipos, los Seattle SuperSonics, los Philadelphia 76ers y los Utah Jazz además de los Cavs, con una incursión de nuevo en la CBA para jugar con los Tampa Bay Thrillers en 1985, año en el que fue elegido mejor jugador del campeonato.
Acabó su carrera profesional jugando una temporada en el Paris Basket Racing, para posteriormente tener una breve incursión como entrenador en la CBA.

## Estadísticas de su carrera en la NBA

### Temporada regular
| Temporada | Edad | Equipo              | Liga | P   | TIT | MIN  | TC  | TCA | %TC  | 3P  | 3PA | %3P  | TL  | TLA | %TL  | R.OF. | R.DEF. | REB | ASIS | ROB | TAP | PER | FP  | PTS |
| 1981-82   | 26   | TOTAL               | NBA  | 35  | 0   | 13.9 | 1.5 | 3.2 | .486 | 0.0 | 0.0 |      | 0.9 | 1.5 | .604 | 1.1   | 2.2    | 3.3 | 0.8  | 0.1 | 0.6 | 0.5 | 2.0 | 4.0 |
| 1981-82   | 26   | San Antonio Spurs   | NBA  | 9   | 0   | 8.3  | 0.9 | 2.0 | .444 | 0.0 | 0.0 |      | 0.8 | 1.3 | .583 | 0.8   | 1.1    | 1.9 | 0.4  | 0.1 | 0.2 | 0.2 | 1.9 | 2.6 |
| 1981-82   | 26   | Detroit Pistons     | NBA  | 26  | 0   | 15.8 | 1.8 | 3.6 | .495 | 0.0 | 0.0 |      | 1.0 | 1.6 | .610 | 1.2   | 2.6    | 3.8 | 0.9  | 0.1 | 0.7 | 0.7 | 2.1 | 4.5 |
| 1982-83   | 27   | Cleveland Cavaliers | NBA  | 65  | 3   | 16.3 | 1.6 | 3.3 | .479 | 0.0 | 0.0 | .000 | 0.4 | 0.8 | .569 | 1.6   | 2.1    | 3.6 | 0.6  | 0.3 | 0.6 | 0.8 | 3.3 | 3.6 |
| 1983-84   | 28   | Seattle SuperSonics | NBA  | 43  | 0   | 5.9  | 0.6 | 1.2 | .520 | 0.0 | 0.0 |      | 0.1 | 0.3 | .357 | 0.4   | 1.0    | 1.4 | 0.3  | 0.1 | 0.4 | 0.3 | 1.2 | 1.3 |
| 1984-85   | 29   | Philadelphia 76ers  | NBA  | 11  | 0   | 9.2  | 0.9 | 1.6 | .556 | 0.0 | 0.0 |      | 0.2 | 0.4 | .500 | 1.0   | 2.1    | 3.1 | 0.1  | 0.1 | 0.4 | 0.2 | 1.7 | 2.0 |
| 1985-86   | 30   | Utah Jazz           | NBA  | 58  | 0   | 6.8  | 0.7 | 1.5 | .448 | 0.0 | 0.0 |      | 0.2 | 0.6 | .306 | 0.6   | 0.8    | 1.3 | 0.1  | 0.1 | 0.3 | 0.3 | 1.4 | 1.5 |
| Total     |      |                     | NBA  | 212 | 3   | 10.8 | 1.1 | 2.3 | .482 | 0.0 | 0.0 | .000 | 0.4 | 0.7 | .500 | 1.0   | 1.5    | 2.5 | 0.4  | 0.2 | 0.5 | 0.5 | 2.1 | 2.6 |

### Playoffs
| Temporada | Edad | Equipo    | Liga | P | TIT | MIN | TC  | TCA | %TC   | 3P  | 3PA | %3P | TL  | TLA | %TL | R.OF. | R.DEF. | REB | ASIS | ROB | TAP | PER | FP  | PTS |
| 1985-86   | 30   | Utah Jazz | NBA  | 1 | 0   | 1.0 | 1.0 | 1.0 | 1.000 | 0.0 | 0.0 |     | 0.0 | 0.0 |     | 0.0   | 1.0    | 1.0 | 0.0  | 0.0 | 0.0 | 0.0 | 0.0 | 2.0 |
| Total     |      |           | NBA  | 1 | 0   | 1.0 | 1.0 | 1.0 | 1.000 | 0.0 | 0.0 |     | 0.0 | 0.0 |     | 0.0   | 1.0    | 1.0 | 0.0  | 0.0 | 0.0 | 0.0 | 0.0 | 2.0 |